# Yukarıincirli, Birecik
Yukarıincirli là một xã thuộc huyện Birecik, tỉnh Şanlıurfa, Thổ Nhĩ Kỳ. Dân số thời điểm năm 2011 là 305 người.